# Shooters Island
Shooters Island est une île inhabitée au sud de la baie de Newark, au large de la côte nord de Staten Island. La frontière entre l’État du New Jersey et de New York traverse l'île. En effet, une petite portion de la pointe nord de l'île appartient aux villes de Bayonne et Elizabeth au New Jersey, tandis que le reste de l'île fait partie de l'arrondissement new-yorkais de Staten Island.

## Géographie

Carte de Shooters Island avec la forme de l'île lors de son exploitation en 1906-1913.

L'île mesure 43 acres.